# سیارک ۲۴۱۵۳
سیارک ۲۴۱۵۳ (به انگلیسی: 24153 Davidalex، نامگذاری:1999VE188) بیست و چهار هزار و صد و پنجاه و سومین سیارک کشف شده‌است که در ۱۵ نوامبر ۱۹۹۹ کشف شد.
قدر مطلق سیارک برابر ۱۱.۷ است.